# حیم تدمر
حیم تدمر (به عبری: חיים תדמור)(به انگلیسی: Hayim Tadmor) (متولد ۱۸ نوامبر ۱۹۲۳، هربین چین، درگذشت ۱۱ دسامبر ۲۰۰۵، اورشلیم اسرائیل) آشوری‌شناس سرشناس اسرائیلی است که تأثیر عمیقی بر پژوهشگرهای تاریخ باستان خاورنزدیک گذاشته است.

## آثار
- The Inscriptions of Tiglath-pileser III, King of Assyria: Critical Edition with Introduction, Translations and Commentary, Jerusalem: The Israel Academy of Sciences and Humanities, 1994 (second printing with Addenda et Corrigenda 2007).